# 波里也

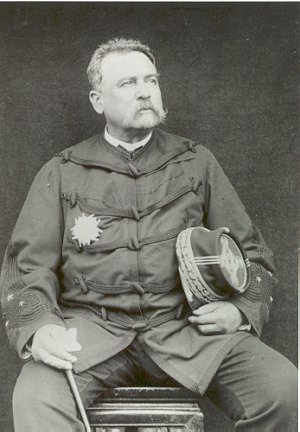
波里也

路易·亞歷山大·埃斯普雷特·加斯东·波里也·德·利斯尔（法語：Louis Alexandre Esprit Gaston Brière de l'Isle；1827年6月24日—1896年6月19日）法国将领。曾任塞内加尔总督、北圻远征队总司令等职。
波里也出生在马提尼克岛勒弗朗索瓦，1847年从法国圣西尔军校毕业后，进入法国海军陆战队担任少尉。1852年升中尉。1856年升上尉。1861年至1866年，他在南圻的法军中服役，并参与了法国征服南圻的一系列战役。
普法战争爆发后，波里也被提拔为上校，率领第一海军步兵连队，参加了巴泽耶战役，获得了法国荣誉军团勋章。1870年在色当战役中受伤。
1876年至1881年担任塞内加尔总督。他在其中扮演着很重要的角色。1881年，被任命为准将和北圻远征队第一旅旅长，参与北圻远征。1884年中法战争爆发后，取代米乐，成为远征队总司令。1884年，他在该普战役中大败清军，使其声名大振。
1885年1月升为师长。2月击败清军，夺取谅山。3月24日的镇南关之战之后，波里也向法国政府拍出电报，悲观地认为即使派遣再多的军队来北圻，北圻远征队都会遭遇灾难。这份所谓的“谅山电报”直接导致了茹费理内阁的倒台，也为波里也的军旅生涯蒙上阴影。5月，被免除远征队总司令之职，由可尔西代之，波里也依然留在北圻担任第一师团师长之职。可尔西傲慢而迟钝，拒绝接受波里也的建议。10月，北圻发生大规模反法活动，北圻远征队中又爆发霍乱，使他受够了。他不愿与可尔西共事，离开北圻回到法国。1888年至1891年任海军陆战队副检察长。1892年至1893年任检察长。1896年在法国塞纳-瓦兹省的圣勒拉福雷逝世。